# Tepa vanduzeei
Tepa vanduzeei är en insektsart som beskrevs av Rider 1986. Tepa vanduzeei ingår i släktet Tepa och familjen bärfisar. Inga underarter finns listade i Catalogue of Life.